# Schitoviridae
Schitoviridae (Aussprache italienisch: ‚Skito‘-) ist die Bezeichnung für eine 2021 vom International Committee on Taxonomy of Viruses (ICTV) neu eingerichtete Familie von Viren mit sog. Kopf-Schwanz-Aufbau (Ordnung Caudovirales).
Die Mitglieder der Familie Schitoviridae sind Bakterienviren (Bakteriophagen), ihre Wirte gehören zu den Proteobakterien.

## Etymologie
Die Familie wurde zu Ehren von Gian Carlo Schito (alias Giancarlo Schito, * 22. August 1935 in Sanremo, Italien) benannt, einem italienischen Mikrobiologen (Bakteriologen und Phagenforscher) an der University of Genoa Medical School. Er isolierte als erster den Escherichia-Phagen N4 (Gattung Enquatrovirus, Unterfamilie Enquatrovirinae), der lange Zeit vom Genom her ein „Waisenkind“ ohne nähere bekannte Verwandten war.

## Beschreibung

### Morphologie
Die Virionen (Viruspartikel) der Schitoviridae sind vom Morphotyp der Podoviren innerhalb der Klasse Caudoviricetes: Kopf-Schwanz-Aufbau mit kurzer Schwanzstruktur und einen ikosaedrischen Kopf, 50 bis 70 nm im Durchmesser. Der kurze Schwanz ist 10 bis 40 nm lang.

### Genom und Proteom

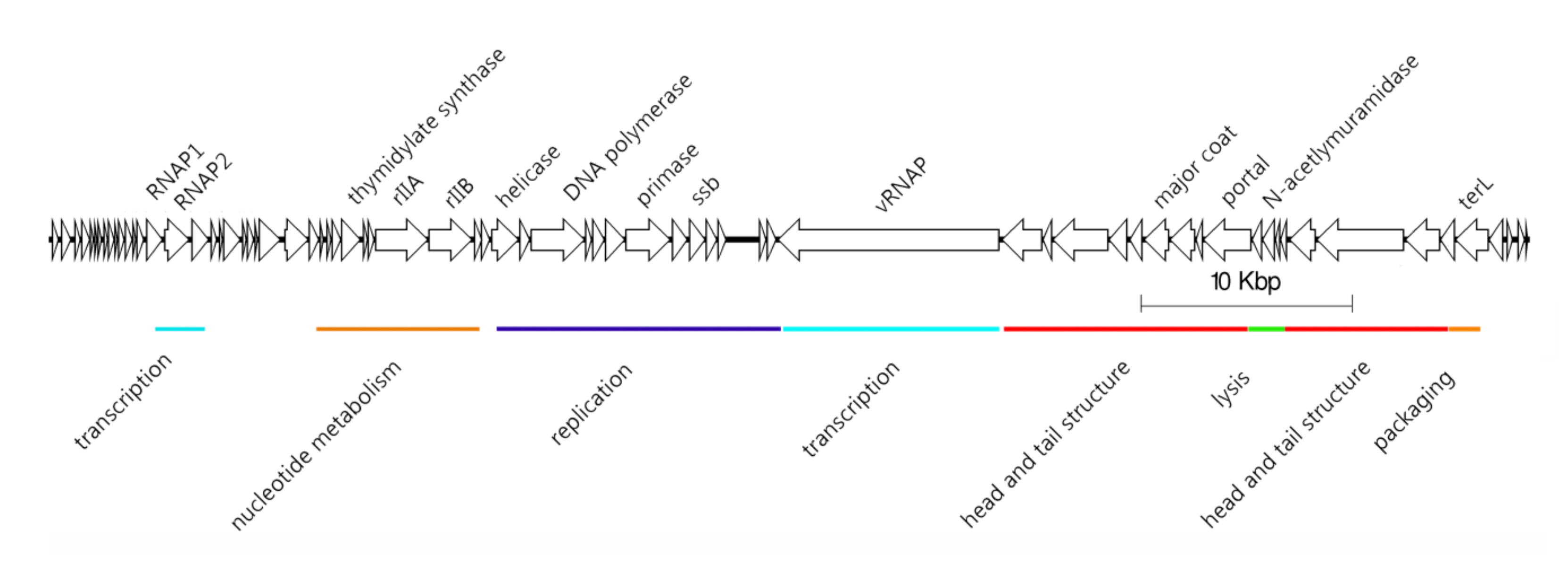
Genomkarte von Escherichia-Phage N4

Das Genom der Schitoviridae ist ein lineares Doppelstrang-DNA-Molekül (dsDNA), die Länge liegt meist zwischen 59 und 79 kbp (Kilobasenpaaren). Die lineare dsDNA ist terminal redundant: sie trägt terminale Repeats von ca. 300-2000 bp (LTRs). Insgesamt gibt es im Genom zwei RNA-Polymerase-Gene im Genom-Bereich für frühe (d. h. früh nach der Infektion exprimierte) Gene. Darunter befindet sich ein Gen für eine große Virion-assoziierte RNA-Polymerase. Die Replikation erfolgt aufgrund einer phagenkodierten DNA-Polymerase. Bei einigen Mitgliedern hat man tRNAs identifiziert.

### Wirte
Die natürlichen Wirte der Schitoviridae finden sich unter den Proteobacteria, genauer den Alpha-, Beta- und Gammaproteobacteria; Beispiele für Wirtsgattungen sind Roseobacter, Achromobacter, Escherichia und Pseudomonas.

## Systematik

### Innere Systematik
Die Familie Schitoviridae setzt sich gemäß ICTV mit Stand Juni 2024 wie folgt zusammen:
Familie Schitoviridae
- Unterfamilie Demetervirinae
  - Gattung Acanvirus
    - Spezies Acanvirus Rheph16 mit Rhizobium phage RHEph16
    - Spezies Acanvirus Rheph22 mit Rhizobium phage RHEph22
    - Spezies Acanvirus Y26 mit Rhizobium phage RHph_Y2_6
    - Spezies Acanvirus Y38 mit Rhizobium phage RHph_Y38

  - Gattung Cyamitesvirus
    - Spezies Cyamitesvirus I16 mit Rhizobium phage RHph_I1_6
    - Spezies Cyamitesvirus N38 mit Rhizobium phage RHph_N38

- Unterfamilie Enquatrovirinae
  - Gattung Enquatrovirus (veraltet N4virus, N4-ähnliche Viren)[10]
    - Spezies Enquatrovirus N4 (Escherichia-Virus N4, monotypisch) mit Escherichia phage N4 (Escherichia-Phage N4, Referenz: „Exemplar“)

  - Gattung Gamaleyavirus (veraltet G7cvirus, 14 Spezies)
    - Spezies Gamaleyavirus G7C (Escherichia-Virus G7C) mit Escherichia phage vB_EcoP_G7C
    - Spezies Gamaleyavirus Sb1 (Shigella-Virus Sb1) mit Shigella phage pSb-1
    - Spezies Gamaleyavirus St11ph5 mit Escherichia phage St11Ph5
    - Spezies …

  - Gattung Kaypoctavirus
    - Spezies Kaypoctavirus KP8 (Klebsiella-Virus KP8) mit Klebsiella phage KP8

  - Gattung Moovirus
    - Spezies Moovirus moo mit Shigella virus Moo19

- Unterfamilie Erskinevirinae
  - Gattung Johnsonvirus (veraltet Ea92virus)
    - Spezies Johnsonvirus Ea92 (Erwinia-Virus Ea9-2) mit Erwinia phage Ea9-2
    - Spezies Johnsonvirus frozen (Erwinia-Virus Frozen) mit Erwinia phage vB_EamP_Frozen

  - Gattung Yonginvirus
    - Spezies Yonginvirus EaP8 (Erwinia-Virus phiEaP8) mit Erwinia phage phiEaP8

- Unterfamilie Fuhrmanvirinae
  - Gattung Matsuvirus
    - Spezies Matsuvirus pYD6A (Pseudoalteromonas-Virus pYD6A) mit Pseudoalteromonas phage pYD6-A

  - Gattung Stoningtonvirus
    - Spezies Stoningtonvirus VBP47 (Vibrio-Virus VBP47) mit Vibrio phage VBP47

- Unterfamilie Humphriesvirinae
  - Gattung Ithacavirus (veraltet Sp58virus)
    - Spezies Ithacavirus SP058 (Salmonella-Virus FSL SP-058) mit Salmonella phage FSL SP-058
    - Spezies Ithacavirus SP076 (Salmonella-Virus FSL SP-076) mit Salmonella phage FSL SP-076

  - Gattung Pollockvirus
    - Spezies Pollockvirus pollock (Escherichia-Virus Pollock) mit Escherichia phage Pollock

  - Gattung Pylasvirus
    - Spezies Pylasvirus KpCHEMY26 (Klebsiella-Virus KpCHEMY26) mit Klebsiella phage KpCHEMY26
    - Spezies Pylasvirus pylas (Klebsiella-Virus Pylas) mit Klebsiella phage Pylas

- Unterfamilie Migulavirinae
  - Gattung Litunavirus (veraltet Lit1virus)
    - Spezies Litunavirus Ab09 mit Pseudomonas phage vB_PaeP_C2-10_Ab09
    - Spezies Litunavirus LIT1 (Pseudomonas-Virus LIT1) mit Pseudomonas phage LIT1[11]
    - Spezies Litunavirus Mag4 mit Pseudomonas phage vB_PaeP_MAG4
    - Spezies Litunavirus P121 mit Pseudomonas phage vB_PaeP_TUMS_P121
    - Spezies Litunavirus PA26 mit Pseudomonas phage PA26
    - Spezies Litunavirus Pae575p3 mit Pseudomonas phage vB_Pae575P-3
    - Spezies Litunavirus Pap02 mit Pseudomonas phage PAP02
    - Spezies Litunavirus Vl1 mit Pseudomonas phage VB_PaeS_VL1
    - Spezies Litunavirus Yh6 mit Pseudomonas phage YH6

  - Gattung Luzseptimavirus (veraltet Luz7virus)
    - Spezies Luzseptimavirus KPP21 mit Pseudomonas phage KPP21
    - Spezies Luzseptimavirus LUZ7 (Pseudomonas-Virus LUZ7) mit Pseudomonas phage LUZ7

- Unterfamilie Pontosvirinae
  - Gattung Dorisvirus
    - Spezies Dorisvirus 49B3 (Vibrio-Virus 49B3) mit Vibrio phage 1.097.O._10N.286.49.B3

  - Gattung Galateavirus
    - Spezies Galateavirus PVA5 (Vibrio-Virus PVA5) mit Vibrio phage vB_VspP_pVa5

  - Gattung Nahantvirus
    - Spezies Nahantvirus 49C7 (Vibrio-Virus 49C7) mit Vibrio phage 1.026.O._10N.222.49.C7

- Unterfamilie Rhodovirinae
  - Gattung Aoqinvirus

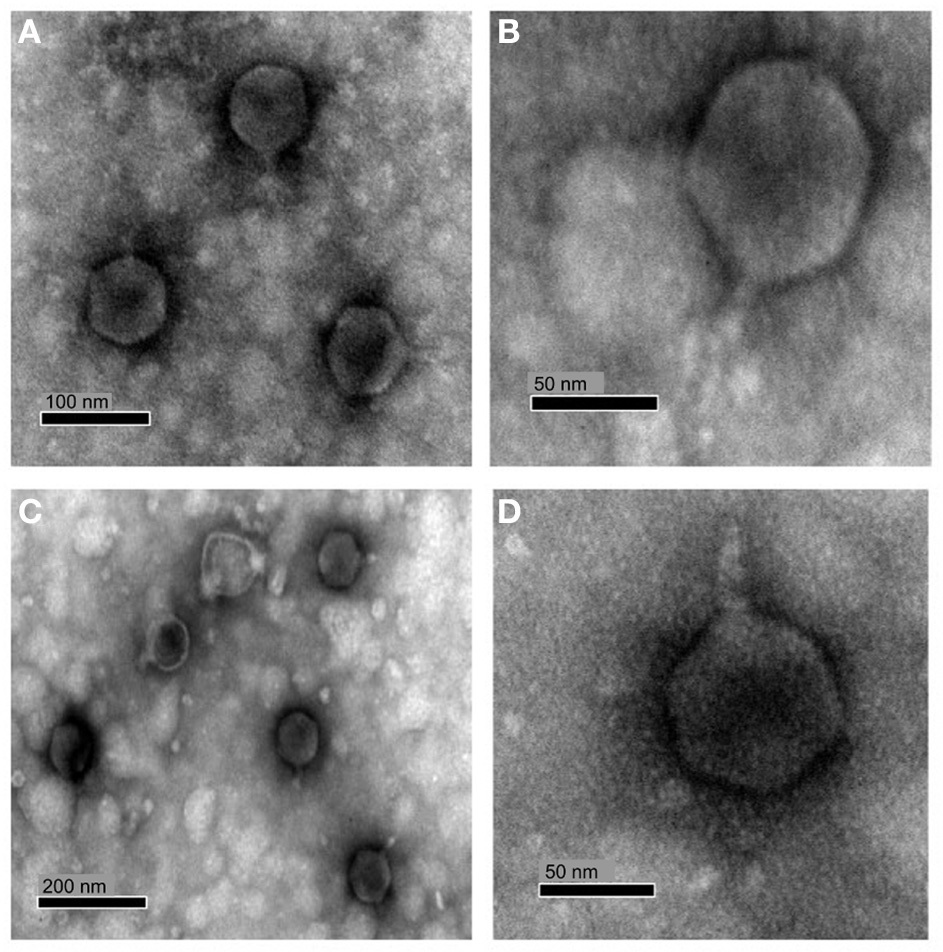
TEM-Aufnahmen der Phagen RLP1 (oben) und RPP1 (unten), beide Plymouthvirus RPP1

    - Spezies Aoqinvirus RD1410W101 (Roseobacter-Virus RD1410W1-01) mit Roseobacter phage RD-1410W1-01

  - Gattung Aorunvirus
    - Spezies Aorunvirus EE36phi1 (Sulfitobacter-Virus EE36phi1) mit Sulfitobacter phage EE36phi1 alias Roseophage EE36P1 (EE36Φ1)[12][11]
    - Spezies Aorunvirus V12 (Ruegeria-Virus V12) mit Ruegeria phage vB_RpoP-V12

  - Gattung Baltimorevirus (veraltet Dfl12virus)
    - Spezies Baltimorevirus DFL12 (Dinoroseobacter-Virus DFL12) mit Dinoroseobacter phage DFL12phi1

  - Gattung Gonggongvirus
    - Spezies Gonggongvirus R7l mit Dinoroseobacter phage vB_DshP-R7L

  - Gattung Plymouthvirus
    - Spezies Plymouthvirus RPP1 (Roseovarius-Virus RPP1) mit 
Roseovarius phage vB_RsvN_RPP1 alias Roseovarius Plymouth Podophage 1 oder Roseophage RPP1[11] ***: Roseovarius sp. 217 phage 1 alias Roseovarius Langstone Podovirus 1 oder Roseophage RLP1[11]

  - Gattung Pomeroyivirus
    - Spezies Pomeroyivirus V13 (Ruegeria-Virus V13) mit Ruegeria phage vB_RpoP-V13

  - Gattung Raunefjordenvirus
    - Spezies Raunefjordenvirus CB2047B mit Sulfitobacter phage phiCB2047-B (pCB2047-B)[13][11]
    - Spezies Sulfitobacter-Virus phiCB2047B (en. Sulfitobacter virus phiCB2047B)

  - Gattung Sanyabayvirus
    - Spezies Sanyabayvirus DS1410Ws06 (Dinoroseobacter-Virus DS1410Ws06) mit Dinoroseobacter phage DS-1410Ws-06

- Unterfamilie Rothmandenesvirinae
  - Gattung Dongdastvirus
    - Spezies Dongdastvirus Axp3 (Achromobacter-Virus phiAxp3) mit Achromobacter phage phiAxp-3
    - Spezies Dongdastvirus Axy04 mit Achromobacter phage vB_AxyP_19-32_Axy04
    - Spezies Dongdastvirus Axy12 mit Achromobacter phage vB_AxyP_19-32_Axy12
    - Spezies Dongdastvirus Axy24 mit Achromobacter phage vB_AxyP_19-32_Axy24

  - Gattung Inbricusvirus
    - Spezies Inbricusvirus inbricus (Pseudomonas-Virus inbricus) mit Pseudomonas phage inbricus

  - Gattung Jwalphavirus
    - Spezies Jwalphavirus jwalpha (Achromobacter-Virus JWAlpha) mit Achromobacter phage JWAlpha und Achromobacter phage JWDelta[14]

  - Gattung Pourcelvirus
    - Spezies Pourcelvirus Axy10 (Achromobacter-Virus Axy10) mit Achromobacter phage vB_AxyP_19-32_Axy10
    - Spezies Pourcelvirus Axy11 (Achromobacter-Virus Axy11) mit Achromobacter phage vB_AxyP_19-32_Axy11

- Unterfamilie nicht zugewiesen:
  - Gattung Cavevirus
    - Spezies Cavevirus C121 mit Stenotrophomonas phage C121

  - Gattung Cbunavirus
    - Spezies Cbunavirus A41 mit Pectobacterium phage phiA41
    - Spezies Cbunavirus CB1 (Pectobacterium-Virus CB1) mit Pectobacterium phage vB_PatP_CB1
    - Spezies Cbunavirus CB4 (Pectobacterium-Virus CB4) mit Pectobacterium phage vB_PatP_CB4
    - Spezies Cbunavirus Kc283 mit Kosakonia phage Kc283
    - Spezies Cbunavirus nepra (Pectobacterium-Virus Nepra) mit Pectobacterium phage Nepra
    - Spezies Cbunavirus possum mit Pectobacterium phage Possum

  - Gattung Dendoorenvirus
    - Spezies Dendoorenvirus RG2014 (Delftia-Virus RG2014) mit Delftia phage RG-2014

  - Gattung Eceepunavirus
    - Spezies Eceepunavirus EcP1 (Enterobacter-Virus EcP1) mit Enterobacter phage EcP1

  - Gattung Efbeekayvirus
    - Spezies Efbeekayvirus Fbkp27 mit Klebsiella phage vB_KpP_FBKp27
    - Spezies Efbeekayvirus P184 mit Klebsiella phage vB_KpnP_P184

  - Gattung Electravirus
    - Spezies Electravirus Sbp1 mit Vibrio virus vB_VspP_SBP1

  - Gattung Exceevirus
    - Spezies Exceevirus Xc38 mit Acinetobacter phage VB_ApiP_XC38

  - Gattung Huelvavirus
    - Spezies Huelvavirus ort11 (Sinorhizobium-Virus ort11) mit Sinorhizobium phage ort11

  - Gattung Littlefixvirus
    - Spezies Littlefixvirus 98Pflur60pp mit Pseudomonas phage 98PfluR60PP
    - Spezies Littlefixvirus littlefix (Pseudomonas-Virus Littlefix) mit Pseudomonas phage Littlefix

  - Gattung Mukerjeevirus
    - Spezies Mukerjeevirus mv48B1 (Vibrio-Virus 48B1) mit Vibrio phage 1.224.A._10N.261.48.B1
    - Spezies Mukerjeevirus mv51A6 (Vibrio-Virus 51A6) mit Vibrio phage 1.188.A._10N.286.51.A6
    - Spezies Mukerjeevirus mv51A7 (Vibrio-Virus 51A7) mit Vibrio phage 1.261.O._10N.286.51.A7
    - Spezies Mukerjeevirus mv52B1 (Vibrio-Virus 52B1) mit Vibrio phage 1.169.O._10N.261.52.B1

  - Gattung Oliverunavirus
    - Spezies Oliverunavirus OLIVR1 mit Agrobacterium phage OLIVR1

  - Gattung Pacinivirus
    - Spezies Pacinivirus phi1 (Vibrio-Virus phi1) mit Vibrio phage phi 1 alias Vibrio cholerae phage phi 1
    - Spezies Pacinivirus VCO139 (Vibrio-Virus VCO139) mit Vibrio phage VCO139 und Vibrio phage JA-1

  - Gattung Pariacacavirus
    - Spezies Pariacacavirus 1245O mit Vibrio phage 1.245.O._10N.261.54.C7

  - Gattung Penintadodekavirus
    - Spezies Penintadodekavirus 5012 mit Vibrio phage phi50-12

  - Gattung Petruschkyvirus
    - Spezies Petruschkyvirus QDWS595 mit Alcaligenes phage vB_Af_QDWS595

  - Gattung Philippevirus
    - Spezies Philippevirus philippe mit Stenotrophomonas phage Philippe

  - Gattung Pokkenvirus
    - Spezies Pokkenvirus paxi mit Stenotrophomonas phage Paxi
    - Spezies Pokkenvirus piffle mit Stenotrophomonas phage Piffle
    - Spezies Pokkenvirus pokken (Stenotrophomonas-Virus Pokken) mit Stenotrophomonas phage Pokken

  - Gattung Presleyvirus
    - Spezies Presleyvirus presley (Acinetobacter-Virus Presley) mit Acinetobacter phage Presley

  - Gattung Riverridervirus
    - Spezies Riverridervirus riverrider (Xanthomonas-Virus RiverRider) mit Xanthomonas phage RiverRider

  - Gattung Shizishanvirus
    - Spezies Shizishanvirus phCDa (Pseudomonas-Virus phCDa) mit Pseudomonas phage phCDa

  - Gattung Triduovirus
    - Spezies Triduovirus Tr2 mit Salmonella phage vB_SalP_TR2

  - Gattung Varunavirus
    - Spezies Varunavirus BUCT194 mit Vibrio phage BUCT194

  - Gattung Vicoquintavirus
    - Spezies Vicoquintavirus Pvco5 mit Vibrio phage pVco-5

  - Gattung Waedenswilvirus
    - Spezies Waedenswilvirus S6 ('Erwinia-Virus S6) mit Erwinia phage vB_EamP-S6

  - Gattung Xoxocotlavirus
    - Spezies Xoxocotlavirus X228B mit Rhizobium phage RHph_X2_28B

  - Gattung Zicotriavirus
    - Spezies Zicotriavirus ZC03 (Pseudomonas-Virus ZC03) mit Pseudomonas phage ZC03
    - Spezies Zicotriavirus ZC08 (Pseudomonas-Virus ZC08) mit Pseudomonas phage ZC08

  - Gattung Zurivirus
    - Spezies Zurivirus zuri (Pseudomonas-Virus Zuri)  mit Pseudomonas phage Zuri

### Äußere Systematik
Die Mitglieder der vorgeschlagenen Gattung „Alteavirus“ weisen größere Genome von etwa 104 kbp auf als die Schitoviridae; sie werden als verwandt, aber nicht als Mitglieder der Familie angesehen. Sie bilden daher augenscheinlich die Schwesterklade der Schitoviridae (siehe Vorschlag an das ICTV, „ViPTree analysis“):
- Gattung „Alteavirus“
  - Spezies „Alteromonas-Phage vB_Amap_AD45-P1“ (en. „Alteromonas phage vB_Amap_AD45-P1“)
  - Spezies „Alteromonas-Phage vB_Amap_AD45-P2“ (en. „Alteromonas phage vB_Amap_AD45-P2“)
  - Spezies „Alteromonas-Phage vB_Amap_AD45-P3“ (en. „Alteromonas phage vB_Amap_AD45-P3“)

- Spezies „Alteromonas-Phage vB_Amap_AD45-P4“ (en. „Alteromonas phage vB_Amap_AD45-P4“)

## Weiterführende Literatur
- Haruo Ohmori, Lynne L. Haynes, Lucia B. Rothman-Denes: Structure of the ends of the coliphage N4 genome. In: J Mol Biol. Band 202, 5. Juli 1988, S. 1–10. PMID 3172206, doi:10.1016/0022-2836(88)90512-8.
- Johannes Wittmann, Brigitte Dreiseikelmann, Manfred Rohde, Jan P. Meier-Kolthoff, Boyke Bunk, Christine Rohde: First genome sequences of Achromobacter phages reveal new members of the N4 family. In: Virol J. Band 11, 27. Januar 2014, S. 14. PMID 24468270, PMC 3915230 (freier Volltext), doi:10.1186/1743-422X-11-14.
- Derrick E. Fouts, Jochen Klumpp, Kimberly A. Bishop-Lilly, Mathumathi Rajavel, Kristin M. Willner, Amy Butani, Matthew Henry, Biswajit Biswas, Manrong Li, M. John Albert, Martin J. Loessner, Richard Calendar, Shanmuga Sozhamannan: Whole genome sequencing and comparative genomic analyses of two Vibrio cholerae O139 Bengal-specific Podoviruses to other N4-like phages reveal extensive genetic diversity. In: Virol J. Band 10, 28. Mai 2013, S. 165. PMID 23714204, PMC 3670811 (freier Volltext), doi:10.1186/1743-422X-10-165.
- Yosuke Nishimura, Takashi Yoshida, Megumi Kuronishi, Hideya Uehara, Hiroyuki Ogata, Susumu Goto: ViPTree: the viral proteomic tree server. In: Bioinformatics. Band 33, Nr. 15, S. 2379–2380. 1. August 2017, doi:10.1093/bioinformatics/btx157. PMID 28379287.
- Forest Rohwer, Rob Edwards: The Phage Proteomic Tree: a genome-based taxonomy for phage. In: J Bacteriol. Band 184, Nr. 16, Aug 2002, S. 4529–4535. PMID 12142423, doi:10.1128/JB.184.16.4529-4535.2002
- C. Moraru, A. Varsani, A. M. Kropinski (2020): VIRIDIC – a novel tool to calculate the intergenomic similarities of prokaryote-infecting viruses. In: bioRxiv Preprint. doi:10.1101/2020.07.05.188268. (kronos.icbm.uni-oldenburg.de)
- S. Kumar, G. Stecher, K. Tamura: MEGA7: Molecular Evolutionary Genetics Analysis Version 7.0 for Bigger Datasets. In: Mol Biol Evol. Band 33, Nr. 7, Jul 2016, S. 1870–1874. doi:10.1093/molbev/msw054. PMID 27004904.
- Dann Turner, Andrew M. Kropinski, Evelien M. Adriaenssens: A Roadmap for Genome-Based Phage Taxonomy. In: MDPI Viruses. Band 13, Nr. 3, Section Bacterial Viruses, 18. März 2021, 506, doi:10.3390/v13030506